# Tecla Scarano
Pour les articles homonymes, voir Scarano.
Tecla Scarano, née Tecla Moretti le 22 août 1894 à Naples et morte le 22 décembre 1978  à Naples, est une actrice italienne.

## Filmographie partielle
- 1937 : Gli ultimi giorni di Pompeo de Mario Mattoli
- 1944 : Les enfants nous regardent (I bambini ci guardano) de Vittorio De Sica
- 1952 : Bellissima de Luchino Visconti
- 1953 : Pain, Amour et Fantaisie (Pane, amore e fantasia) de Luigi Comencini
- 1954 : L'Or de Naples (L’oro di Napoli) de Vittorio De Sica
- 1957 : La trovatella di Pompei de Giacomo Gentilomo
- 1957 : Dites 33 (Totò, Vittorio e la dottoressa) de Camillo Mastrocinque : Tante Ada Barbalunga
- 1958 : Perfide... ma belle! de Giorgio Simonelli
- 1963 : Hier, aujourd'hui et demain (Ieri, oggi, domani) de Vittorio De Sica
- 1964 : Mariage à l'italienne (Matrimonio all'italiana) de Vittorio De Sica
- 1966 : Question d'honneur (Una questione d'onore) de Luigi Zampa
- 1966 : Spara forte, più forte... non capisco d'Eduardo De Filippo

## Prix et distinctions
- Ruban d'argent de la meilleure actrice dans un second rôle en 1965 pour Mariage à l'italienne (Matrimonio all'italiana).